# Aleksander Jurjewicz
Aleksander Jurjewicz – podskarbi ziemski litewski w latach 1443–1452.